# Список потерь высшего командного состава Красной Армии и Военно-морского флота в годы Великой Отечественной войны
Список потерь высшего командного состава Красной Армии и Военно-морского флота в годы Великой Отечественной войны включает в себя генералов и адмиралов, а также высшего командного и начальствующего состава, не имевшего генеральских воинских званий дивизионного, корпусного и армейского звена, безвозвратно потерянных по различным причинам в период Великой Отечественной войны с 22 июня 1941 года по 9 мая 1945 года. Включены боевые и небоевые потери. К боевым потерям относятся: погибшие в боях, умершие от ран, пропавшие без вести, погибшие в плену, застрелившиеся во избежание попадания в плен, погибшие во фронтовых условиях (например, подорвавшиеся на минах в зоне действующей армии, убитые диверсантами в ближнем тылу и т. д.). К небоевым потерям относятся: умершие от болезней и по иным причинам, погибшие в результате репрессий (в том числе умершие во время нахождения под следствием), погибшие в авиационных и автомобильных катастрофах и при иных несчастных случаях, покончившие жизнь самоубийством.

## История проблемы
Впервые тема поименного учёта погибших генералов возникла только в последние годы существования СССР. В многолетней публикации «Отдали жизнь за Родину. Потери советских генералов и адмиралов в годы Великой Отечественной войны» в Военно-историческим журнале в 1991—1994 годах поимённо названо 416 фамилий. В работе военного историка А. И. Шабаева указано 438 погибших и умерших генералов и адмиралов. В работах исследователя темы высшего комсостава РККА военного времени И. И. Кузнецова говорится о 442 погибших и умерших генералов и адмиралов.
В научно-статистическом исследовании комиссии генерала Г. Ф. Кривошеева «Гриф секретности снят» назван 421 погибший и умерший генерал и адмирал, а в изданном спустя 17 лет расширенном издании этого исследования «Россия и СССР в войнах XX века: Потери вооружённых сил» она оказалась уменьшена до 416 человек Многолетний исследователь темы погибших генералов А. А. Печёнкин в 2005 году писал о 458 погибших генералах и адмиралах (разницу с предыдущими авторами он объясняет не только установлением фамилий ряда погибших генералов, но и включением в список потерь ряда генералов, арестованных до 22 июня 1941 года, но репрессированных или умерших в заключении уже во время войны, при этом арестованные до начала войны и проведшие всю войну в заключении военачальники в список потерь им не включаются).
В 2008 году со ссылкой на другого многолетнего исследователя вопроса А. А. Степанова называлась число 472 погибших и умерших в годы Великой Отечественной войны генерала, адмирала и равных им высших военачальников (в том числе погибли на фронте 268, погибли в плену 25, репрессированы 56, умерли и погибли по небоевым причинам в тылу 123).

## Список
| ФИО                                    | Даты жизни                                       | Звание                                     | Должность | Обстоятельства гибели |
| -------------------------------------- | ------------------------------------------------ | ------------------------------------------ | --- | --- |
| Шапошников, Борис Михайлович           | 20 сентября [2 октября] 1882 — 26 марта 1945     | Маршал Советского Союза                    | Начальник Высшей военной академии им. К. Е. Ворошилова                                                                      | умер от болезни (рак желудка)                                                                                                   |
| Апанасенко, Иосиф Родионович           | 3 (15) апреля 1890 — 5 августа 1943              | Генерал армии                              | заместитель командующего войсками Воронежского фронта                                                                       | умер от ран при авианалёте под Белгородом                                                                                       |
| Ватутин, Николай Фёдорович             | 3 (16) декабря 1901 — 15 апреля 1944             | Генерал армии                              | командующий войсками 1-го Украинского фронта                                                                                | 29 февраля 1944 ранен при столкновении с украинскими националистами; умер в госпитале в Киеве от заражения крови 15 апреля 1944 |
| Павлов, Дмитрий Григорьевич            | 23 октября (4 ноября) 1897 — 22 июля 1941        | Генерал армии                              | командующий войсками Западного фронта                                                                                       | 4 июля 1941 арестован; расстрелян 22 июля 1941; реабилитирован посмертно 31 июля 1957                                           |
| Черняховский, Иван Данилович           | 29 июня 1907 — 18 февраля 1945                   | Генерал армии                              | командующий войсками 3-го Белорусского фронта                                                                               | 18 февраля 1945 смертельно ранен на окраине города Мельзак в Восточной Пруссии (ныне Пененжно, Польша)                          |
| Захаркин, Иван Григорьевич             | 13 (25) января 1889 — 15 октября 1944            | Генерал-полковник                          | командующий войсками Одесского военного округа                                                                              | 15 октября 1944 года погиб под Одессой в автомобильной катастрофе                                                               |
| Кирпонос, Михаил Петрович              | 12 января 1892 — 20 сентября 1941                | Генерал-полковник                          | командующий войсками Юго-Западного фронта                                                                                   | будучи раненым в бою, застрелился в урочище Шумейково 20 сентября 1941                                                          |
| Леселидзе, Константин Николаевич       | 2 (15) октября 1903 — 21 февраля 1944            | Генерал-полковник                          | командующий 18-й армии | умер от болезни после осложнения гриппа                                                                                         |
| Локтионов, Александр Дмитриевич        | 11 (23) августа 1893 — 28 октября 1941           | Генерал-полковник                          | командующий войсками Прибалтийский Особого военного округа                                                                  | арестован 19 июня 1941; расстрелян без суда (28.10.1941); реабилитирован посмертно в 1955                                       |
| Пестов, Владимир Иванович              | 11 августа 1890 — 24 апреля 1944                 | Генерал-полковник артиллерии               | командующий артиллерией Закавказского фронта                                                                                | умер от болезни 24 апреля 1944 года                                                                                             |
| Штерн, Григорий Михайлович             | 24 июля (6 августа) 1900 — 28 октября 1941       | Генерал-полковник                          | начальник Главного управления противовоздушной обороны Красной Армии                                                        | 7 июня 1941 арестован; расстрелян без суда (28.10.1941); реабилитирован посмертно 25 августа 1954                               |
| Вашугин, Николай Николаевич            | 18 (5) апреля 1900 — 28 июня 1941 года           | Корпусной комиссар                         | Член Военного совета Юго-Западного фронта                                                                                   | Застрелился 28 июня 1941 года.                                                                                                  |
| Николаев, Андрей Семёнович             | 21 августа 1902 — июнь 1942                      | Корпусной комиссар                         | Военный комиссар 150-й стрелковой дивизии                                                                                   | Пропал без вести в июне 1942 года.                                                                                              |
| Семеновский, Фёдор Алексеевич          | 1901 — 24 октября 1941                           | Корпусной комиссар                         | Член Военного Совета 20-й армии                                                                                             | Расстрелян по попадании в плен 24 октября 1941 года.                                                                            |
| Акимов, Степан Дмитриевич              | 11 января 1896 — 29 октября 1941                 | Генерал-лейтенант                          | и. д. командующего 43-й армии                                                                                               | авиакатастрофа в районе села Голодяевка Пензенской области 29 октября 1941                                                      |
| Алексеев, Василий Михайлович           | 1 (13) января 1900 — 25 августа 1944             | Генерал-лейтенант танковых войск           | командир 5-го гвардейского танкового корпуса                                                                                | погиб в бою (25.08.1944) при освобождении города Текуч (Румыния)                                                                |
| Алексеев, Павел Александрович          | 10 декабря 1888 — 23 февраля 1942                | Генерал-лейтенант авиации                  | заместитель командующего ВВС Приволжского военного округа по военно-учебным заведениям                                      | арестован 19 июня 1941; расстрелян (23.02.1942); реабилитирован посмертно 5 ноября 1955                                         |
| Арженухин, Фёдор Константинович        | 15 июля 1902 — 28 октября 1941                   | Генерал-лейтенант авиации                  | начальник Военной академии командного и штурманского состава ВВС                                                            | Арестован 28 июня 1941; расстрелян без суда (28.10.1941) реабилитирован посмертно 23 ноября 1954                                |
| Белов, Павел Миронович                 | 19 февраля 1898 — 6 февраля 1942                 | Генерал-лейтенант артиллерии               | командующий артиллерией Северо-Западного фронта                                                                             | умер от болезни (6.02.1942) |
| Богданов, Иван Александрович           | 18 (6) ноября 1897 — 22 июля 1942                | Генерал-лейтенант                          | заместитель командующего 39-й армии                                                                                         | умер от ран (22.07.1942) |
| Бодин, Павел Иванович                  | 9 (21) января 1900 — 2 ноября 1942               | Генерал-лейтенант                          | начальник штаба Закавказского фронта                                                                                        | умер от ран (2.11.1942) |
| Вайнер, Марк Яковлевич                 | 1896 — 1943                                      | Дивизионный комиссар                       | начальник политотдела 28-й стрелковой дивизии                                                                               | погиб в бою |
| Васильев, Василий Петрович             | 24 декабря 1896 — 19 октября 1942                | Генерал-лейтенант                          | командующий 1-й Краснознамённой армии                                                                                       | умер от болезни (19.10.1942) |
| Васильченко, Николай Николаевич        | 1896 — 23 февраля 1942                           | Комдив                                     | помощник генерал-инспектора ВВС по военно-учебным заведениям                                                                | Расстрелян 23.02.1942, реабилитирован 17.09.1955.                                                                               |
| Волох, Пётр Васильевич                 | 30 декабря 1896 — 25 августа 1943                | Генерал-лейтенант танковых войск           | командующий бронетанковыми и механизированными войсками Юго-Западного фронта                                                | Погиб при налёте авиации противника (25.08.1943)                                                                                |
| Городнянский, Авксентий Михайлович     | 13 марта 1896 — 27 мая 1942                      | Генерал-лейтенант                          | командующий 6-й армии | погиб в окружении под Харьковом (27.05.1942)                                                                                    |
| Гуров, Кузьма Акимович                 | 14 октября 1901 — 25 сентября 1943               | Генерал-лейтенант                          | член Военного совета Южного фронта                                                                                          | умер от болезни (25.09.1943) |
| Гусев, Константин Михайлович           | июль 1906 — 23 февраля 1942                      | Генерал-лейтенант авиации                  | командующий ВВС Дальневосточного фронта                                                                                     | расстрелян (23.02.1942) реабилитирован посмертно                                                                                |
| Елисеев, Алексей Борисович             | 17 марта 1887 — 22 декабря 1942                  | Генерал-лейтенант береговой службы         | Начальник Научно-испытательного морского артиллерийского полигона (НИМАП)                                                   | застрелился (22.12.1942) |
| Ершаков, Филипп Афанасьевич            | 9 (21) января 1893 — 9 июня 1942                 | Генерал-лейтенант                          | командующий 20-й армии | умер в плену (9.06.1942) |
| Ефремов, Михаил Григорьевич            | 27 февраля (11 марта) 1897 — 19 апреля 1942      | Генерал-лейтенант                          | командующий 33-й армии | застрелился во избежание плена (19.04.1942)                                                                                     |
| Зимин, Константин Николаевич           | 1 июня 1901 — 13 июля 1944                       | Генерал-лейтенант                          | член Военного совета Забайкальского фронта                                                                                  | умер от болезни (13.07.1944) |
| Зуев, Иван Васильевич                  | 26 октября (8 ноября) 1907 — 17 июля 1942        | Дивизионный комиссар                       | член Военного совета 2-й ударной армии                                                                                      | погиб в бою (17.07.1942) |
| Зыгин, Алексей Иванович                | 30 марта (11 апреля) 1896 — 27 сентября 1943     | Генерал-лейтенант                          | командующий 4-й гвардейской армии                                                                                           | машина подорвалась на мине (27.09.1943)                                                                                         |
| Ионсон, Густав Юрьевич                 | 26 декабря 1870 (7 января 1880) — 15 ноября 1942 | Генерал-лейтенант                          | командир 22-го стрелкового корпуса                                                                                          | репрессирован, умер в лагере (15.11.1942)                                                                                       |
| Карбышев, Дмитрий Михайлович           | 14 (26 октября) 1880 — 18 февраля 1945           | Генерал-лейтенант инженерных войск         | Начальник кафедры тактики Военной академии Генерального штаба РККА                                                          | замучен в плену (18.02.1945) |
| Качалов, Владимир Яковлевич            | 15 (27) июля 1890 — 4 августа 1941               | Генерал-лейтенант                          | командующий 28-й армии | погиб в бою (04.08.1941) |
| Клич, Николай Александрович            | 4 (17) декабря 1895 — 16 октября 1941            | Генерал-лейтенант артиллерии               | командующий артиллерией Западного фронта                                                                                    | расстрелян (16.10.1941), реабилитирован посмертно                                                                               |
| Клёнов, Пётр Семёнович                 | 21 февраля (4 марта) 1894 — 13 февраля 1942      | Генерал-лейтенант                          | начальник штаба Северо-Западного фронта                                                                                     | расстрелян (13.02.1942) реабилитирован посмертно                                                                                |
| Клюев, Леонид Лаврович                 | 4 (16) августа 1880 — 29 января 1943             | Генерал-лейтенант                          | руководитель кафедры Военно-химической академии РККА                                                                        | умер от болезни (29.01.1943) |
| Клявиньш, Роберт Юрьевич               | 10 ноября 1885 — 16 октября 1941                 | Генерал-лейтенант                          | командир 24-го стрелкового корпуса                                                                                          | расстрелян (16.10.1941) реабилитирован посмертно                                                                                |
| Козлов, Пётр Михайлович                | 12 (24) июля 1893 — 17 апреля 1944               | Генерал-лейтенант                          | командир 77-го стрелкового корпуса                                                                                          | умер от болезни (17.04.1944) |
| Коленковский, Александр Константинович | 23 августа (4 сентября) 1880 — 23 мая 1942       | Генерал-лейтенант                          | начальник кафедры военной истории в Военной академии им. Фрунзе                                                             | умер от болезни (23.05.1942) |
| Корзун, Павел Петрович                 | 15 (27) августа 1892 — 16 сентября 1943          | Генерал-лейтенант                          | командующий 47-й армии | погиб от взрыва мины (16.09.1943)                                                                                               |
| Корнилов-Другов, Василий Георгиевич    | 1897 — 18 сентября 1942                          | Генерал-лейтенант артиллерии               | заместитель начальника артиллерии РККА                                                                                      | убит при авианалете (18.09.1942)                                                                                                |
| Костенко, Фёдор Яковлевич              | 10 (22) февраля 1896 — 26 мая 1942               | Генерал-лейтенант                          | заместитель командующего войсками Юго-Западного фронта                                                                      | погиб в бою (26.05.1942) |
| Котов, Григорий Петрович               | 21 октября 1902 — 7 ноября 1944                  | Генерал-лейтенант                          | командир 6-го гвардейского стрелкового корпуса                                                                              | погиб при ошибочном авианалете авиации США (7.11.1944)                                                                          |
| Кравченко, Григорий Пантелеевич        | 1912 — 23 февраля 1943                           | Генерал-лейтенант авиации                  | командир 215-й истребительной авиационной дивизии                                                                           | погиб в воздушном бою (23.02.1943)                                                                                              |
| Лестев, Дмитрий Александрович          | 24 сентября 1904 года — 18 ноября 1941           | Дивизионный комиссар                       | Начальник политуправления Западного фронта.                                                                                 | Получил смертельное ранение при артобстреле в районе Кубинки (18.11.1941).                                                      |
| Львов, Владимир Николаевич             | 1897 — 11 мая 1942                               | Генерал-лейтенант                          | командующий 51-й армии | погиб в бою (11.05.1942) |
| Любарский, Степан Иванович             | 1896 — 16 апреля 1945                            | Генерал-лейтенант                          | начальник штаба 3-й гвардейской армии                                                                                       | погиб в бою (16.04.1945) |
| Моргунов, Родион Николаевич            | 1894 — 5 марта 1945                              | Генерал-лейтенант танковых войск           | начальник Ремонтного Управления ГАБТУ РККА                                                                                  | автокатастрофа (05.03.1945) |
| Мышков, Константин Романович           | 1893 — 10 августа 1942                           | Генерал-лейтенант артиллерии               | заместитель начальника ГАУ РККА                                                                                             | авианалет (10.08.1942) |
| Николаев, Иван Фёдорович               | 1890 — 18 августа 1944                           | Генерал-лейтенант                          | командующий 70-й армии | умер от болезни (18.08.1944) |
| Николаев, Серафим Петрович             | 13 сентября (31 августа) 1904 — н/д              | Дивизионный комиссар                       | Комендант 41-го укреплённого района                                                                                         | Находясь в плену, был выдан генерал-майором Благовещенским, замучен в гестапо Нюрнберга                                         |
| Новицкий, Фёдор Фёдорович              | 1870 — 6 апреля 1944                             | Генерал-лейтенант авиации                  | преподаватель кафедры военной истории Военной академии имени М. В. Фрунзе                                                   | умер от болезни (06.04.1944) |
| Петровский, Леонид Григорьевич         | 1902 — 17 августа 1941                           | Генерал-лейтенант                          | командир 63-го стрелкового корпуса                                                                                          | смертельно ранен в бою (17.08.1941)                                                                                             |
| Подлас, Кузьма Петрович                | 1893 — 25 мая 1942                               | Генерал-лейтенант                          | командующий 57-й армии | погиб в бою (25.05.1942) |
| Поляков, Василий Васильевич            | 1905 — 22 июля 1944                              | Генерал-лейтенант интендантской службы     | Начальник административно-хозяйственного управления НКО СССР                                                                | автокатастрофа (22.07.1944) |
| Проскуров, Иван Иосифович              | 1907 — 28 октября 1941                           | Генерал-лейтенант авиации                  | командующий ВВС 7-й армии                                                                                                   | расстрелян без суда (28.10.1941), реабилитирован посмертно                                                                      |
| Птухин, Евгений Саввич                 | 1902 — 23 февраля 1942                           | Генерал-лейтенант авиации                  | командующий ВВС Юго-Запапдного фронта                                                                                       | расстрелян (23.02.1942), реабилитирован посмертно                                                                               |
| Пумпур, Пётр Иванович                  | 1900 — 23 февраля 1942                           | Генерал-лейтенант авиации                  | командующий ВВС Московского военного округа                                                                                 | расстрелян (23.03.1942), реабилитирован посмертно                                                                               |
| Пушкин, Ефим Григорьевич               | 1899 — 11 марта 1944                             | Генерал-лейтенант танковых войск           | командир 23-го танкового корпуса                                                                                            | авианалёт (11.03.1944) |
| Пшенников, Пётр Степанович             | 1895 — 28 декабря 1941                           | Генерал-лейтенант                          | командующий 3-й армии | машина подорвалась на минном поле (28.12.1941)                                                                                  |
| Пядышев, Константин Павлович           | 1890—1944                                        | Генерал-лейтенант                          | заместитель командующего Северного фронта                                                                                   | умер в заключении (15.06.1944), реабилитирован посмертно                                                                        |
| Раскин, Арсений Львович                | 1907 — 26 октября 1942                           | Дивизионный комиссар                       | начальник политуправления Черноморского флота.                                                                              | Авиакатастрофа (26.10.1942) |
| Рыков, Евгений Павлович                | 1906 — 21 сентября 1941 (ноябрь 1941)            | Дивизионный комиссар                       | член Военного совета Юго-Западного фронта                                                                                   | Погиб в штыковой атаке в районе Шумейково 21 сентября 1941 года (умер от ран в плену в ноябре 1941 года).                       |
| Рычагов, Павел Васильевич              | 1911—1941                                        | Генерал-лейтенант авиации                  | заместитель народного комиссара обороны СССР по авиации                                                                     | расстрелян без суда (28.10.1941) реабилитирован посмертно                                                                       |
| Селиванов, Иван Васильевич             | 1886—1942                                        | Генерал-лейтенант                          | командир 30-го стрелкового корпуса                                                                                          | расстрелян (23.02.1942) реабилитирован посмертно                                                                                |
| Сивков, Аркадий Кузьмич                | 1899—1943                                        | Генерал-лейтенант артиллерии               | командующий артиллерией Северо-Кавказского фронта                                                                           | погиб в бою (03.11.1943) |
| Смирнов, Андрей Кириллович             | 1895—1941                                        | Генерал-лейтенант                          | командующий 18-й армии | погиб в бою (08.10.1941) |
| Смушкевич, Яков Владимирович           | 1902—1941                                        | Генерал-лейтенант авиации                  | помощника начальника Генерального штаба РККА по авиации                                                                     | расстрелян без суда (28.10.1941) реабилитирован посмертно                                                                       |
| Соколов, Александр Дмитриевич          | 1898-1941                                        | Комдив                                     | Командующий Бердичевской группой войск                                                                                      | Погиб в плену (17.08.1941) |
| Тальковский, Александр Александрович   | 1894-1942                                        | Комдив                                     | заместитель начальника Военной академии им М. В. Фрунзе                                                                     | Расстрелян (23.02.1942), реабилитирован в 1956 году.                                                                            |
| Танасчишин, Трофим Иванович            | 1903—1944                                        | Генерал-лейтенант танковых войск           | командир 4-го гвардейского механизированного корпуса                                                                        | авианалёт (31.03.1944) |
| Трубецкой, Николай Иустинович          | 1890—1942                                        | Генерал-лейтенант технических войск        | начальник Управления ВОСО РККА                                                                                              | расстрелян (23.02.1942), реабилитирован посмертно                                                                               |
| Турбин, Дмитрий Иванович               | 1903—1944                                        | Генерал-лейтенант артиллерии               | заместитель командующего артиллерией 1-го Украинского фронта                                                                | умер от ран (23.01.1944) |
| Филатов, Пётр Михайлович               | 1893—1941                                        | Генерал-лейтенант                          | командующий 13-й армии | умер от ран (14.07.1941) |
| Хазов, Иван Васильевич                 | 1895—1944                                        | Генерал-лейтенант                          | командир 110-го стрелкового корпуса                                                                                         | погиб в бою (13.04.1944) |
| Харитонов, Фёдор Михайлович            | 1899—1943                                        | Генерал-лейтенант                          | командующий 6-й армии | умер от болезни (28.05.1943) |
| Хмельков, Сергей Александрович         | 1879—1945                                        | Генерал-лейтенант инженерных войск         | начальник кафедры сухопутной фортификации и укрепленных районов Военно-инженерной академии                                  | умер от болезни (09.02.1945) |
| Хоменко, Василий Афанасьевич           | 1899—1943                                        | Генерал-лейтенант                          | командующий 44-й армии | погиб в бою, по ошибке заехав в расположение противника (06.11.1943) или умер от ран в плену после этого боя (09.11.1943)       |
| Цыганов, Виктор Викторович             | 1896—1944                                        | Генерал-лейтенант                          | заместитель командующего Московского военного округа по вузам                                                               | умер от болезни (25.06.1944) |
| Шапкин, Тимофей Тимофеевич             | 1885—1943                                        | Генерал-лейтенант                          | командир 4-го кавалерийского корпуса                                                                                        | умер от болезни (22.03.1943) |
| Шварц, Николай Николаевич              | 1882—1944                                        | Генерал-лейтенант                          | заместитель начальника кафедры оперативного искусства Высшей военной академии имени К. Е. Ворошилова                        | умер от болезни (04.10.1944) |
| Штевнёв, Андрей Дмитриевич             | 1899—1944                                        | Генерал-лейтенант танковых войск           | командующий бронетанковыми и механизированными войсками 1-го Украинского фронта                                             | погиб (29.01.1944) |
| Щербаков, Михаил Васильевич            | 1903—1944                                        | Генерал-лейтенант авиации                  | командир 113-й бомбардировочной авиационной дивизии                                                                         | авиакатастрофа (05.09.1944) |
| Языков, Семён Павлович                 | 1889—1944                                        | Генерал-лейтенант интендантской службы     | начальник УВШХС Военно-морского флота СССР                                                                                  | умер от болезни (27.09.1944) |
| Ярмошкевич, Павел Сергеевич            | 1896—1945                                        | Генерал-лейтенант                          | начальника штаба 4-й армии                                                                                                  | авиакатастрофа (08.02.1945) |
| Дрозд, Валентин Петрович               | 1906—1943                                        | вице-адмирал                               | командующий эскадрой Балтийского флота                                                                                      | автомобиль провалился под лёд (29.01.1943)                                                                                      |
| Орлов, Александр Григорьевич           | 1900—1945                                        | инженер-вице-адмирал                       | начальник Главного технического управления ВМФ                                                                              | авиакатастрофа (28.04.1945) |
| Жуков, Анатолий Алексеевич             | 1904—1943                                        | инженер-контр-адмирал                      | помощник командующего морской обороной Ленинграда                                                                           | самоубийство (12.03.1943) |
| Зуйков, Николай Иванович               | 1900—1942                                        | контр-адмирал                              | заместитель начальника штаба Балтийского флота                                                                              | погиб (03.09.1942) |
| Лавров, Алексей Модестович             | 1887—1942                                        | инженер-контр-адмирал                      | Главный редактор редакции специального руководства гидрографического управления ВМФ СССР                                    | умер от болезни (29.06.1942) |
| Несвицкий, Николай Николаевич          | 1893—1945                                        | контр-адмирал                              | командир отряда строящихся кораблей                                                                                         | умер от болезни (17.01.1945) |
| Осипов, Кирилл Осипович                | 1898—1945                                        | контр-адмирал                              | начальник Тихоокеанского высшего военно-морского училища                                                                    | умер от болезни (09.05.1945) |
| Трофимов, Александр Владимирович       | 1883—1943                                        | инженер-контр-адмирал                      | начальник кафедры торпедного оружия минно-торпедного факультета Военно-морской академии                                     | умер от болезни (18.03.1943) |
| Хорошхин, Борис Владимирович           | 1892—1942                                        | контр-адмирал                              | заместитель командующего Волжской военной флотилии                                                                          | погиб от взрыва мины (01.08.1942)                                                                                               |
| Аввакумов, Яков Александрович          | 1897—1942                                        | генерал-майор                              | начальник тыла 61-й армии                                                                                                   | погиб (07.07.1942) |
| Аверин, Дмитрий Васильевич             | 1899-1942                                        | комбриг                                    | командир 196-й стрелковой дивизии                                                                                           | погиб (7.08.1942) |
| Аверкин, Дмитрий Иванович              | 1894—1941                                        | генерал-майор                              | командир 48-й кавалерийской дивизии                                                                                         | погиб (10.12.1941) |
| Алавердов, Христофор Николаевич        | 1895—1942                                        | генерал-майор                              | командир 113-й стрелковой дивизии                                                                                           | погиб в плену (04.04.1942) |
| Алексеенко, Илья Прокофьевич           | 1899—1941                                        | генерал-майор танковых войск               | командир 5-го механизированного корпуса                                                                                     | умер от ран (03.08.1941) |
| Алёхин, Евгений Степанович             | 1893—1945                                        | генерал-майор                              | командир 27-го гвардейского стрелкового корпуса                                                                             | умер от ран (22.04.1945) |
| Алферьев, Пётр Фёдорович               | 1893—1942                                        | генерал-майор                              | заместитель командующего 2-й ударной армии                                                                                  | умер в плену (11.06.1942) |
| Алябушев, Филипп Фёдорович             | 1893—1941                                        | генерал-майор                              | командир 87-й стрелковой дивизии                                                                                            | погиб в бою (25.06.1941) |
| Анисов, Андрей Фёдорович               | 1899—1942                                        | генерал-майор                              | начальник штаба 57-й армии                                                                                                  | Покончил с собой во избежание плена (21.05.1942)                                                                                |
| Антонов, Григорий Яковлевич            | 1893—1943                                        | генерал-майор танковых войск               | заместитель командира 4-го гвардейского танкового корпуса                                                                   | погиб (08.08.1943) |
| Антошин, Иван Панфилович               | 1895—1944                                        | генерал-майор авиации                      | командующий ВВС Архангельского военного округа                                                                              | авиакатастрофа (11.06.1944) |
| Антошкин, Иван Диомидович              | 1900—1944                                        | генерал-майор авиации                      | командир 6-го смешанного авиационного корпуса                                                                               | авиакатастрофа (02.05.1944) |
| Апрелкин, Иван Александрович           | 1906—1944                                        | генерал-майор артиллерии                   | командир 2-й гвардейской миномётной дивизии                                                                                 | умер (27.03.1944) |
| Аршинцев, Борис Никитович              | 1903—1944                                        | генерал-майор                              | командир 11-го гвардейского стрелкового корпуса                                                                             | погиб (11.01.1944) |
| Асейчев, Анатолий Алексеевич           | 1900—1942                                        | генерал-майор танковых войск               | командир 85-й танковой бригады                                                                                              | умер от ран (03.07.1942) |
| Асланов, Ази Агадович                  | 1910—1945                                        | генерал-майор танковых войск               | командир 35-й гвардейской танковой бригады                                                                                  | умер от ран (25.01.1945) |
| Афонин, Семён Анисимович               | 1900—1944                                        | генерал-майор инженерно-танковой службы    | начальник Бронетанкового управления РККА                                                                                    | автокатастрофа (17.08.1944) |
| Ахлюстин, Пётр Николаевич              | 1896—1941                                        | генерал-майор                              | командир 13-го механизированного корпуса                                                                                    | погиб при переправе через реку Сож (28.07.1941)                                                                                 |
| Ашахманов, Павел Иванович              | 1885—1942                                        | генерал-майор                              | преподаватель Военной академии имени М. Фрунзе                                                                              | умер от болезни (25.10.1942) |
| Бабахин, Николай Иванович              | 1898—1944                                        | генерал-майор                              | командир 9-й гвардейской стрелковой дивизии                                                                                 | подорвался на мине (30.06.1944)                                                                                                 |
| Бабаян, Амаяк Григорьевич              | 1901—1945                                        | генерал-майор                              | командир 35-й механизированной бригады                                                                                      | погиб в бою (21.04.1945) |
| Байдалинов, Сергей Артемьевич          | 1895—1941                                        | генерал-майор                              | командир 83-й горнострелковой дивизии                                                                                       | расстрелян (12.07.1941) реабилитирован посмертно                                                                                |
| Балтийский, Иван Михайлович            | 1903—1943                                        | генерал-майор артиллерии                   | командующий артиллерией 43-й армии                                                                                          | умер от ран (20.11.1943) |
| Баранов, Сергей Васильевич             | 1897—1942                                        | генерал-майор технических войск            | командир 212-й моторизованной дивизии                                                                                       | умер в плену (02.1942) |
| Баронов, Константин Фёдорович          | 1890—1943                                        | генерал-майор                              | и. д. заместителя командующего 51-й армии                                                                                   | умер от болезни (12.07.1943) |
| Батыгин, Иван Терентьевич              | 1905—1944                                        | генерал-майор авиации                      | заместитель генерал-инспектора ВВС РККА                                                                                     | умер от ран (08.06.1944) |
| Батюк, Николай Филиппович              | 1905—1943                                        | генерал-майор                              | командир 79-й гвардейской стрелковой дивизии                                                                                | умер от разрыва сердца (27.07.1943)                                                                                             |
| Бахаров, Борис Сергеевич               | 1902—1944                                        | генерал-майор танковых войск               | командир 9-го танкового корпуса                                                                                             | погиб (16.07.1944) |
| Бацанов, Терентий Кириллович           | 1894—1941                                        | генерал-майор                              | командир 24-й стрелковой дивизии                                                                                            | погиб (20.09.1941) |
| Белов, Александр Иванович              | 1904—1944                                        | генерал-майор                              | командир 3-го гвардейского стрелкового корпуса                                                                              | умер от ран (05.04.1944) |
| Белов, Николай Никанорович             | 1896—1941                                        | генерал-майор                              | командир 15-й стрелковой дивизии                                                                                            | погиб (09.08.1941) |
| Березин, Александр Дмитриевич          | 1895—1942                                        | генерал-майор                              | заместитель командующего 22-й армии                                                                                         | погиб (05.07.1942) |
| Березинский, Лев Самойлович            | 1902—1943                                        | генерал-майор                              | начальник штаба 52-й армии                                                                                                  | умер от болезни (19.07.1943) |
| Блажевич, Иван Иванович                | 1903—1945                                        | генерал-майор                              | командир 99-й гвардейской стрелковой дивизии                                                                                | умер от ран (24.04.1945) |
| Блюмфельд, Вячеслав Константинович     | 1887—1943                                        | генерал-майор юстиции                      | заместитель военного прокурора МВО                                                                                          | умер от болезни (19.12.1943) |
| Бобкин, Леонид Васильевич              | 1894—1942                                        | генерал-майор                              | помощник командующего Юго-Западным фронтом по кавалерии                                                                     | погиб в бою (26.05.1942) |
| Бобков, Семён Алексеевич               | 1896—1943                                        | генерал-майор артиллерии                   | командующий артиллерией 44-й армии                                                                                          | погиб в бою, по ошибке заехав в расположение противника (06.11.1943)                                                            |
| Бобров, Александр Фёдорович            | 1905—1945                                        | генерал-майор                              | член Военного совета 52-й армии                                                                                             | умер от болезни (01.04.1945) |
| Бобров, Борис Дмитриевич               | 1893—1941                                        | генерал-майор                              | командир 139-й стрелковой дивизии                                                                                           | погиб (07.10.1941) |
| Бобров, Фёдор Александрович            | 1898—1944                                        | генерал-майор                              | командир 42-й гвардейской стрелковой дивизии                                                                                | погиб (25.09.1944) |
| Богайчук, Павел Петрович               | 1896—1941                                        | генерал-майор                              | командир 125-й стрелковой дивизии                                                                                           | погиб (21.12.1941) |
| Болотников, Николай Антонович          | 1898—1943                                        | генерал-майор танковых войск               | командующий бронетанковыми и механизированными войсками Волховского фронта                                                  | авианалет (26.01.1943) |
| Борзиков, Арсений Васильевич           | 1900—1943                                        | генерал-майор танковых войск               | начальник бронетанковых курсов РККА                                                                                         | умер (07.07.1943) |
| Борзилов, Семён Васильевич             | 1893—1941                                        | генерал-майор танковых войск               | командир 7-й танковой дивизии                                                                                               | убит осколком в бою (28.09.1941)                                                                                                |
| Борисов, Аркадий Борисович             | 1901—1942                                        | генерал-майор                              | начальник штаба 6-го кавалерийского корпуса                                                                                 | убит в плену (27.05.1942) |
| Борисов, Владимир Борисович            | 1902—1941                                        | генерал-майор                              | командир 21-го стрелкового корпуса                                                                                          | погиб при отходе войск (30.06.1941)                                                                                             |
| Броуд, Яков Исаакович                  | 1900—1942                                        | генерал-майор артиллерии                   | командующий артиллерией 64-й армии                                                                                          | погиб в бою (27.07.1942) |
| Буданов, Фёдор Иванович                | 1897—1941                                        | генерал-майор                              | заместитель командира 5-го стрелкового корпуса                                                                              | пропал без вести (06.1941) |
| Бухгольц, Николай Николаевич           | 1880—1943                                        | генерал-майор инженерно-авиационной службы | начальник кафедры Военно-воздушной академии им. Н. Е. Жуковского                                                            | умер от болезни (14.12.1943) |
| Васильев, Иван Васильевич              | 1899—1944                                        | генерал-майор                              | член Военного совета 1-й гвардейской армии                                                                                  | артналет (07.08.1944) |
| Васильев, Илья Васильевич              | 1894—1942                                        | генерал-майор                              | командир 337-й стрелковой дивизии                                                                                           | погиб в окружении (25.05.1942)                                                                                                  |
| Васильев, Сергей Терентьевич           | 1897—1944                                        | генерал-майор интендантской службы         | начальник тыла 38-й армии                                                                                                   | авианалет (26.05.1944) |
| Вашкевич, Александр Александрович      | 1901—1945                                        | генерал-майор                              | командир 5-й пехотной дивизии Войска Польского                                                                              | захвачен в плен и убит (22.04.1945)                                                                                             |
| Верзин, Сергей Владимирович            | 1898—1941                                        | генерал-майор                              | командир 173-й стрелковой дивизии                                                                                           | застрелился во избежание плена (09.08.1941)                                                                                     |
| Вилин, Иван Петрович                   | 1901—1944                                        | генерал-майор авиации                      | заместитель командир 214-й штурмовой авиадивизии                                                                            | умер от ран (19.04.1944) |
| Владимиров, Ванифатий Владимирович     | 1898—1941                                        | генерал-майор                              | командующий артиллерией 12-й армии                                                                                          | пропал без вести (08.1941) |
| Власов, Трофим Леонтьевич              | 1901—1941                                        | генерал-майор артиллерии                   | командующий артиллерией 16-й армии                                                                                          | погиб (14.07.1941) |
| Волобуев, Константин Максимович        | 1879-1942                                        | комбриг                                    | начальник автодорожного отдела штаба армии                                                                                  | умер от сыпного тифа (31.03.1942)                                                                                               |
| Володин, Павел Семёнович               | 1901—1941                                        | генерал-майор авиации                      | начальник штаба ВВС РККА | расстрелян без суда (28.10.1941), реабилитирован посмертно                                                                      |
| Воробьёв, Павел Ионович                | 1890—1942                                        | генерал-майор                              | заместитель командующего 52-й армии                                                                                         | погиб (03.1942) |
| Гаврилов, Иван Александрович           | 1902—1944                                        | генерал-майор                              | член Военного Совета 4-й гвардейской армии                                                                                  | подорвался на мине (23.08.1944)                                                                                                 |
| Галактионов, Сергей Гаврилович         | 1896—1941                                        | генерал-майор                              | командир 30-й горнострелковой дивизии                                                                                       | расстрелян (21.07.1941) реабилитирован посмертно                                                                                |
| Галстян, Бениамин Оганесович           | 1902—1942                                        | генерал-майор                              | член Военного совета 42-й армии                                                                                             | погиб (04.12.1942) |
| Гапонов, Николай Васильевич            | 1896—1944                                        | генерал-майор артиллерии                   | командир 26-й артиллерийской дивизии Резерва Главного Командования                                                          | погиб (10.04.1944) |
| Гарнов, Александр Васильевич           | 1895—1941                                        | генерал-майор                              | командир 5-го стрелкового корпуса                                                                                           | пропал без вести (06.1941) |
| Глазков, Алексей Александрович         | 1888—1943                                        | генерал-майор                              | преподаватель Военной академии имени М. В. Фрунзе                                                                           | умер в заключении (09.1943) реабилитирован посмертно                                                                            |
| Глазков, Василий Андреевич             | 1901—1942                                        | генерал-майор                              | командир 35-й гвардейской стрелковой дивизии                                                                                | убит при эвакуации с поле боя после тяжёлого ранения (08.09.1942)                                                               |
| Гловацкий, Николай Михайлович          | 1895—1941                                        | генерал-майор                              | командир 118-й стрелковой дивизии                                                                                           | расстрелян (03.08.1941) реабилитирован посмертно                                                                                |
| Гольцев, Николай Дмитриевич            | 1897—1942                                        | генерал-майор танковых войск               | начальник автобронетанковых войск 18-й армии                                                                                | расстрелян (23.02.1942) реабилитирован посмертно                                                                                |
| Гончаров, Василий Софронович           | 1894—1941                                        | генерал-майор артиллерии                   | начальник артиллерией 34-й армии                                                                                            | расстрелян (11.09.1941) реабилитирован посмертно                                                                                |
| Гончаров, Михаил Дмитриевич            | 1891—1945                                        | генерал-майор                              | заместитель командующего 2-й гвардейской танковой армии                                                                     | умер от ран (06.03.1945) |
| Горбацевич, Леонид Антонович           | 1905—1942                                        | генерал-майор авиации                      | командир 3-й ударной авиационной группы                                                                                     | погиб (26.07.1942) |
| Горбачёв, Иван Сергеевич               | 1902—1941                                        | генерал-майор                              | командир 250-й стрелковой дивизии                                                                                           | умер от ран (25.07.1941) |
| Громагин, Михаил Александрович         | 1902—1945                                        | генерал-майор танковых войск               | заместителем командира 3-го гвардейского танкового корпуса                                                                  | авиакатастрофа (03.03.1945) |
| Григорьев, Андрей Терентьевич          | 1889—1941                                        | генерал-майор войск связи                  | начальник войск связи Западного фронта                                                                                      | расстрелян (22.07.1941) посмертно реабилитирован                                                                                |
| Губаревич, Иосиф Иванович              | 1896—1943                                        | генерал-майор                              | командир 34-й гвардейской стрелковой дивизии                                                                                | умер от ран (28.02.1943) |
| Гуртьев, Леонтий Николаевич            | 1891—1943                                        | генерал-майор                              | командир 308-й стрелковой дивизии                                                                                           | погиб в бою (03.08.1943) |
| Гурьев, Степан Савельевич              | 1902—1945                                        | генерал-майор                              | командир 16-го гвардейского стрелкового корпуса                                                                             | погиб в бою (22.04.1945) |
| Давыдов, Иван Васильевич               | 1893—1945                                        | генерал-майор                              | заместитель командира 125-го стрелкового корпуса                                                                            | погиб в бою (26.04.1945) |
| Данилов, Сергей Евлампиевич            | 1895—1944                                        | генерал-майор                              | командир 280-й стрелковой дивизии                                                                                           | умер в плену (01.03.1944) |
| Дальбергс, Артур Янович                | 1895—1941                                        | генерал-майор интендантской службы         | начальник снабжения 24-го стрелкового корпуса                                                                               | расстрелян (16.10.1941) посмертно реабилитирован                                                                                |
| Даннеберг, Артур Яковлевич             | 1891—1941                                        | генерал-майор артиллерии                   | начальник артиллерии 24-го стрелкового корпуса                                                                              | расстрелян (16.10.1941) посмертно реабилитирован                                                                                |
| Дворкин, Борис Михайлович              | 1904-1944                                        | комбриг                                    | командир 241-го стрелкового полка                                                                                           | расстрелян в концлагере Маутхаузен (7.10.1944)                                                                                  |
| Девятов, Кузьма Григорьевич            | 1900—1943                                        | генерал-майор танковых войск               | начальник штаба 3-го танкового корпуса                                                                                      | погиб (03.08.1941) |
| Дедаев, Николай Алексеевич             | 1897—1941                                        | генерал-майор                              | командир 67-й стрелковой дивизии                                                                                            | погиб (24.06.1941) |
| Де Лазари, Александр Николаевич        | 1880—1942                                        | генерал-майор                              | преподаватель Военной академии химической защиты                                                                            | расстрелян (23.02.1942) реабилитирован посмертно                                                                                |
| Денисов, Сергей Иванович               | 1898—1943                                        | генерал-майор танковых войск               | заместитель командира 5-го гвардейского танкового корпуса                                                                   | умер от болезни (22.06.1943) |
| Дергач, Константин Сергеевич           | 1897—1945                                        | генерал-майор артиллерии                   | начальник артиллерии 35-го стрелкового корпуса                                                                              | умер от болезни (27.04.1945) |
| Доватор, Лев Михайлович                | 1903—1941                                        | генерал-майор                              | командир 2-го гвардейского кавалерийского корпуса                                                                           | погиб (19.12.1941) |
| Дубов, Василий Михайлович              | 1906—1945                                        | генерал-майор инженерно-авиационной службы | председатель Специальной комиссии Наркомавиапрома СССР                                                                      | авиакатастрофа (17.02.1945) |
| Дудко, Степан Иванович                 | 1898—1943                                        | генерал-майор                              | заместитель командира 8-го кавалерийского корпуса                                                                           | погиб (23.02.1943) |
| Евдокимов, Василий Павлович            | 1898—1941                                        | генерал-майор                              | командир 50-й стрелковой дивизии                                                                                            | пропал без вести (?.07.1941) |
| Евдокимов, Пётр Евдокимович            | 1899—1944                                        | генерал-майор войск связи                  | начальник Куйбышевского военного училища связи                                                                              | умер (15.10.1944) |
| Евстигнеев, Михаил Сергеевич           | 1894—1943                                        | генерал-майор                              | начальник Могилевского пехотного училища                                                                                    | умер (30.09.1943) |
| Егоров, Даниил Григорьевич             | 1882—1942                                        | генерал-майор                              | командир 150-й стрелковой дивизии                                                                                           | погиб в бою (25.05.1942) |
| Егоров, Павел Григорьевич              | 1896—1941                                        | генерал-майор                              | начальник штаба 28-й армии                                                                                                  | погиб (04.08.1941) |
| Егошин, Тихон Фёдорович                | 1907—1944                                        | генерал-майор                              | командир 332-й стрелковой дивизии                                                                                           | умер от ран (01.08.1944) |
| Емельянов, Фёдор Емельянович           | 1895—1944                                        | генерал-майор авиации                      | командующий ВВС Уральского военного округа                                                                                  | умер (08.05.1944) |
| Ерёменко, Яков Филиппович              | 1900—1945                                        | генерал-майор                              | командир 67-й гвардейской стрелковой дивизии                                                                                | умер (13.02.1945) |
| Ерёмин, Степан Илларионович            | 1897—1941                                        | генерал-майор                              | командир 20-го стрелкового корпуса                                                                                          | погиб при переправе через реку Сож (28.07.1941)                                                                                 |
| Ермолаев, Владимир Григорьевич         | 1909—1944                                        | генерал-майор инженерно-авиационной службы | главный конструктор авиазавода № 134                                                                                        | умер от тифа (31.12.1944) |
| Ефремов, Василий Васильевич            | 1898—1944                                        | генерал-майор                              | заместитель по политчасти начальника тыла 1-й Ударной армии                                                                 | умер от ран (10.12.1944) |
| Жолудев, Виктор Григорьевич            | 1905—1944                                        | генерал-майор                              | командир 35-го стрелкового корпуса                                                                                          | погиб в бою (21.07.1944) |
| Жук, Иван Яковлевич                    | 1900—1943                                        | генерал-майор артиллерии                   | командующий артиллерией Центрального фронта                                                                                 | погиб в бою (?.09.1943) |
| Журавлёв, Пётр Миронович               | 1903—1943                                        | генерал-майор медицинской службы           | начальник управления снабжения медицинским и санитарно-хозяйственным имуществом Главного военно-санитарного управления РККА | погиб от взрыва мины (08.08.1943)                                                                                               |
| Журба, Александр Афанасьевич           | 1898—1941                                        | генерал-майор                              | командир 14-й стрелковой дивизии                                                                                            | пропал без вести (?.06.1941) |
| Заикин, Иван Васильевич                | 1896—1941                                        | комбриг                                    | командир 29-й стрелковой дивизии                                                                                            | пропал без вести (?.10.1941) |
| Зайцев, Пантелеймон Александрович      | 1898—1944                                        | генерал-майор                              | командир 122-го стрелкового корпуса                                                                                         | умер от ран (01.03.1944) |
| Зеленцов, Андрей Иванович              | 1896—1941                                        | генерал-майор                              | командир 88-й стрелковой дивизии                                                                                            | погиб (15.08.1941) |
| Зинькович, Митрофан Иванович           | 1900—1943                                        | генерал-майор танковых войск               | командир 6-го гвардейского танкового корпуса                                                                                | погиб (24.09.1943) |
| Зубанов, Александр Дмитриевич          | 1902—1943                                        | генерал-майор артиллерии                   | начальник оперативной группы гвардейских минометных частей Юго-Западного фронта                                             | автокатастрофа (06.07.1943) |
| Зусманович, Григорий Моисеевич         | 1889—1944                                        | генерал-майор интендантской службы         | командующий тылом 6-й армии                                                                                                 | погиб в плену (?.07.1944) |
| Зыбин, Семён Петрович                  | 1894-1941                                        | комбриг                                    | командир 37-го стрелкового корпуса                                                                                          | погиб при прорыве из Уманского котла (5.08.1941)                                                                                |
| Иванов, Александр Константинович       | 1896—1944                                        | генерал-майор                              | командир 81-го стрелкового корпуса                                                                                          | умер от ран (10.01.1944) |
| Иванов, Андрей Андреевич               | 1904—1944                                        | генерал-майор авиации                      | заместитель командующего по политической части 13-й Воздушной армии                                                         | умер от болезни (22.10.1944) |
| Иванов, Василий Иванович               | 1896—1941                                        | генерал-майор танковых войск               | заместитель командира 13-го механизированного корпуса                                                                       | погиб (01.07.1941) |
| Иванов, Михаил Михайлович              | 1894—1942                                        | генерал-майор                              | начальник тыла и заместитель командующего по тылу 60-й армии                                                                | погиб при артобстреле (15.09.1941)                                                                                              |
| Иванов, Николай Петрович               | 1897—1943                                        | генерал-майор                              | командир 41-й гвардейской стрелковой дивизии                                                                                | пропал без вести (23.02.1943)                                                                                                   |
| Иванов, Пётр Самсонович                | 1898—1942                                        | генерал-майор                              | командир 18-й кавалерийской дивизии                                                                                         | пропал без вести (22.07.1942)                                                                                                   |
| Ивановский, Николай Михайлович         | 1904—1943                                        | генерал-майор                              | командир 206-й стрелковой дивизии                                                                                           | погиб (31.12.1943) |
| Иконников, Николай Фёдорович           | 1905—1944                                        | генерал-майор                              | заместитель начальника оперативного управления штаба 1-го Белорусского фронта                                               | автокатастрофа (02.10.1944) |
| Ильин, Александр Михайлович            | 1897—1944                                        | генерал-майор                              | командир 61-го стрелкового корпуса                                                                                          | умер от ран (28.05.1944) |
| Ионин, Иван Дмитриевич                 | 1895—1945                                        | генерал-майор медицинской службы           | главный эпидемиолог и инфекционист РККА                                                                                     | умер от болезни (21.02.1945) |
| Ионов, Алексей Павлович                | 1894—1942                                        | генерал-майор авиации                      | командующий ВВС Северо-Западного фронта                                                                                     | расстрелян (23.02.1942) реабилитирован посмертно                                                                                |
| Казаков, Александр Филимонович         | 1897—1941                                        | генерал-майор артиллерии                   | командующий артиллерией 63-го стрелкового корпуса                                                                           | погиб (17.08.1941) |
| Казекамп, Август Адамович              | 1889—1943                                        | генерал-майор                              | начальник штаба 180-й стрелковой дивизии                                                                                    | умер в заключении (03.10.1943) реабилитирован посмертно                                                                         |
| Калашников, Дмитрий Дмитриевич         | 1902—1943                                        | генерал-майор артиллерии                   | командующий артиллерией 29-й армии                                                                                          | погиб при артобстреле (14.02.1943)                                                                                              |
| Карабулькин, Василий Михаилович        | 1894—1944                                        | генерал-майор береговой службы             | начальник склада № 145 ВМФ                                                                                                  | умер (26.11.1944) |
| Карманов, Иван Петрович                | 1892—1941                                        | генерал-майор                              | командир 62-го стрелкового корпуса                                                                                          | пропал без вести (?.10.1941) |
| Каруна, Василий Петрович               | 1899—1943                                        | генерал-майор                              | командир 152-й стрелковой дивизии                                                                                           | умер от ран (30.09.1943) |
| Катенин, Геннадий Михаилович           | 1900—1943                                        | генерал-майор танковых войск               | командующий бронетанковыми и механизированными войсками 65-й армии                                                          | умер от болезни (29.10.1943) |
| Качанов, Кузьма Максимович             | 1901—1941                                        | генерал-майор                              | командующий 34-й армии | расстрелян (29.09.1941) реабилитирован посмертно                                                                                |
| Каюков, Матвей Максимович              | 1892—1941                                        | генерал-майор технических войск            | генерал-адъютант заместителя наркома обороны СССР маршала Г. И. Кулика                                                      | расстрелян без суда (28.10.1941) реабилитирован посмертно                                                                       |
| Киселёв, Александр Яковлевич           | 1907—1945                                        | генерал-майор                              | командир 140-й стрелковой дивизии                                                                                           | погиб в бою (24.01.1945) |
| Кичкайлов, Александр Алексеевич        | 1905—1942                                        | генерал-майор                              | командир 294-й стрелковой дивизии                                                                                           | погиб (23.03.1942) |
| Климовских, Владимир Ефимович          | 1895—1941                                        | генерал-майор                              | начальник штаба Западного фронта                                                                                            | расстрелян (22.07.1941) реабилитирован посмертно                                                                                |
| Клишев, Тихон Давыдович                | 1896—1942                                        | генерал-майор                              | начальник тыла 11-й армии                                                                                                   | умер от ран (03.05.1942) |
| Кляро, Игнатий Викентьевич             | 1897—1944                                        | генерал-майор                              | заместитель командира 13-го гвардейского стрелкового корпуса                                                                | подорвался на мине (13.07.1944)                                                                                                 |
| Коваленков, Александр Иванович         | 1887—1943                                        | генерал-майор авиации                      | старший преподаватель Военно-воздушной академии                                                                             | умер (04.11.1943) |
| Козлов, Георгий Потапович              | 1890—1941                                        | генерал-майор артиллерии                   | начальник артиллерии 5-го стрелкового корпуса                                                                               | пропал без вести (?.09.1941) |
| Козырь, Максим Евсеевич                | 1890—1945                                        | генерал-майор                              | заместитель командира 50-го стрелкового корпуса                                                                             | погиб (23.04.1945) |
| Колпаков, Архип Иванович               | 1892—1944                                        | генерал-майор интендантской службы         | заместитель начальника тыла Балтийского флота                                                                               | умер (09.10.1944) |
| Комиссаров, Константин Васильевич      | 1898—1942                                        | генерал-майор                              | командир 183-й стрелковой дивизии                                                                                           | погиб (02.03.1942) |
| Кондрусев, Семён Михайлович            | 1897—1941                                        | генерал-майор                              | командир 22-го механизированного корпуса                                                                                    | погиб (24.06.1941) |
| Копец, Иван Иванович                   | 1907—1941                                        | генерал-майор авиации                      | командующий ВВС Западного фронта                                                                                            | застрелился (23.06.1941) |
| Копцов, Василий Алексеевич             | 1904—1943                                        | генерал-майор танковых войск               | командир 15-го танкового корпуса                                                                                            | умер от ран (03.03.1943) |
| Копяк, Иван Андреевич                  | 1897—1942                                        | генерал-майор                              | командир 142-й стрелковой дивизии                                                                                           | погиб (07.08.1942) |
| Корженевский, Николай Николаевич       | 1906—1944                                        | генерал-майор                              | командир 26-й гвардейской стрелковой дивизии                                                                                | погиб при артобстреле (09.01.1944)                                                                                              |
| Корнев, Никифор Васильевич             | 1898—1941                                        | генерал-майор авиации                      | начальник штаба ВВС 19-й армии                                                                                              | погиб в бою (30.12.1941) |
| Корнеев, Андрей Дмитриевич             | 1900—1941                                        | генерал-майор                              | Начальник штаба 20-й армии                                                                                                  | погиб (28.06.1941) |
| Коробков, Александр Андреевич          | 1897—1941                                        | генерал-майор                              | командующий 4-й армии | расстрелян (22.07.1941) посмертно реабилитирован                                                                                |
| Коробков, Фёдор Григорьевич            | 1898—1942                                        | генерал-майор авиации                      | заместитель начальника Управления ВВС ВМФ СССР                                                                              | погиб при авианалете (24.04.1942)                                                                                               |
| Королёв, Александр Игнатьевич          | 1901—1943                                        | генерал-майор                              | командир 23-й стрелковой дивизии                                                                                            | погиб (29.09.1943) |
| Король, Фёдор Петрович                 | 1894—1942                                        | генерал-майор                              | командир 111-й танковой бригады                                                                                             | погиб при авианалете (23.09.1942)                                                                                               |
| Коршунов, Андрей Антонович             | 1896—1944                                        | генерал-майор                              | начальник военных сообщений 3-го Прибалтийского фронта                                                                      | умер от болезни (11.09.1944) |
| Косоногов, Лев Васильевич              | 1904—1943                                        | генерал-майор                              | командир 117-й гвардейской стрелковой дивизии                                                                               | погиб (17.11.1943) |
| Костицын, Александр Степанович         | 1904—1943                                        | генерал-майор                              | командир 183-й стрелковой дивизии                                                                                           | погиб при артобстреле (24.07.1943)                                                                                              |
| Котельников, Леонид Иванович           | 1895—1941                                        | генерал-майор                              | командир 1-й Московской стрелковой дивизии народного ополчения                                                              | погиб (06.10.1941) |
| Котельников, Яков Георгиевич           | 1892—1941                                        | генерал-майор                              | командир 19-й стрелковой дивизии                                                                                            | погиб (14.10.1941) |
| Котляров, Александр Андреевич          | 1900—1941                                        | генерал-майор танковых войск               | командир 58-й танковой дивизии                                                                                              | застрелился (20.11.1941) |
| Краснов, Игнатий Александрович         | 1898—1944                                        | генерал-майор                              | командир 200-й стрелковой дивизии                                                                                           | погиб в бою (06.07.1944) |
| Крустиньш, Андрей Николаевич           | 1884—1941                                        | генерал-майор                              | командир 183-й стрелковой дивизии                                                                                           | расстрелян (16.10.1941) реабилитирован посмертно                                                                                |
| Круус, Ян Янович                       | 1884—1942                                        | генерал-майор                              | командир 182-й стрелковой дивизии                                                                                           | расстрелян (15.05.1942) реабилитирован посмертно                                                                                |
| Крюков, Александр Евдокимович          | 1895—1944                                        | генерал-майор                              | заместитель начальника Управления железнодорожных войск                                                                     | умер (01.03.1944) |
| Крюков, Филипп Яковлевич               | 1896—1943                                        | генерал-майор артиллерии                   | заместитель начальника артиллерии Юго-Западного фронта                                                                      | погиб (28.02.1943) |
| Кузнецов, Михаил Андреевич             | 1896—1941                                        | генерал-майор                              | командир 126-й стрелковой дивизии                                                                                           | умер от ран (06.08.1941) |
| Кузьмин, Григорий Иванович             | 1895—1942                                        | генерал-майор танковых войск               | командир 21-го танкового корпуса                                                                                            | погиб в бою (28.05.1942) |
| Кукушкин, Александр Васильевич         | 1901—1943                                        | генерал-майор танковых войск               | командир 1-го гвардейского танкового корпуса                                                                                | погиб при авианалёте (25.04.1943)                                                                                               |
| Кукушкин, Дмитрий Владимирович         | 1895—1944                                        | генерал-майор танковых войск               | командующий бронетанковыми и механизированными войсками 17-й армии                                                          | от осложнений после ранения (менингит), полученного в боях под Старой Руссой (25.02.1944)                                       |
| Кулаков, Теодор Сергеевич              | 1900—1943                                        | генерал-майор                              | командир 339-й стрелковой дивизии                                                                                           | погиб в бою (16.11.1943) |
| Кулешов, Александр Демьянович          | 1893—1944                                        | генерал-майор                              | командир 175-й стрелковой дивизии                                                                                           | погиб в плену (?.07.1944) |
| Кулиев, Якуб Кулиевич                  | 1900—1942                                        | генерал-майор                              | заместитель командира 4-го кавалерийского корпуса                                                                           | умер от ран (19.12.1942) |
| Куликов, Константин Ефимович           | 1896—1944                                        | генерал-майор                              | командир 196-й стрелковой дивизии                                                                                           | умер в плену (30.06.1944) |
| Куприянов, Андрей Филимонович          | 1901—1943                                        | генерал-майор                              | командир 215-й стрелковой дивизии                                                                                           | погиб (20.03.1943) |
| Куприянов, Сергей Петрович             | 1899—1944                                        | генерал-майор артиллерии                   | командующий артиллерией 22-й армии                                                                                          | погиб (17.08.1944) |
| Курманов, Иван Дмитриевич              | 1890—1942                                        | генерал-майор                              | преподаватель тактики в Высшей военной академии имени К. Е. Ворошилова                                                      | умер от болезни (25.09.1942) |
| Кутлин, Заки Юсупович                  | 1900—1942                                        | генерал-майор                              | командир 270-й стрелковой дивизии                                                                                           | погиб (27.05.1942) |
| Кухарев, Гавриил Ефимович              | 1905—1944                                        | генерал-майор                              | командир 4-й гвардейской стрелковой дивизии                                                                                 | погиб (20.03.1944) |
| Лавриненко, Матвей Илларионович        | 1903—1945                                        | генерал-майор танковых войск               | заместитель командира 5-го гвардейского танкового корпуса                                                                   | умер от ран (09.01.1945) |
| Лавринович, Вацлав Брониславович       | 1894—1941                                        | генерал-майор                              | командующий бронетанковыми и механизированными войсками 23-й армии                                                          | погиб (23.09.1941) |
| Лагодюк, Яков Осипович                 | 1898—1944                                        | генерал-майор войск связи                  | заместитель начальника связи 1-го Прибалтийского фронта                                                                     | погиб при артобстреле (27.07.1944)                                                                                              |
| Лазарев, Павел Ефимович                | 1898—1944                                        | генерал-майор                              | командир 19-й стрелковой дивизии                                                                                            | погиб при артобстреле (08.12.1944)                                                                                              |
| Лазаренко, Иван Сидорович              | 1895—1944                                        | генерал-майор                              | командир 369-й стрелковой дивизии                                                                                           | погиб (26.06.1944) |
| Лапкин, Алексей Григорьевич            | 1893—1944                                        | генерал-майор войск связи                  | начальник Военной академии связи имени С. М. Будённого                                                                      | авиакатастрофа (18.10.1944) |
| Лапшов, Афанасий Васильевич            | 1893—1943                                        | генерал-майор                              | командир 16-го гвардейского стрелкового корпуса                                                                             | погиб (14.07.1943) |
| Ларин, Илларион Иванович               | 1903—1942                                        | генерал-майор                              | членом Военного совета 2-й гвардейской армии                                                                                | застрелился (27.12.1942) |
| Ларионов, Георгий Андреевич            | 1899—1941                                        | генерал-майор                              | начальник штаба 42-й армии                                                                                                  | пропал без вести (?.09.1941) |
| Ласкин, Николай Алексеевич             | 1894—1942                                        | генерал-майор авиации                      | начальник штаба ВВС Юго-Западного фронта                                                                                    | расстрелян (23.02.1942) реабилитирован посмертно                                                                                |
| Лебедев, Тимофей Васильевич            | 1896—1942                                        | генерал-майор                              | заместитель начальника штаба 4-й армии                                                                                      | подорвался на мине (26.01.1942)                                                                                                 |
| Лебедь, Михаил Петрович                | 1903—1943                                        | генерал-майор                              | заместитель командира 5-го гвардейского механизированного корпуса                                                           | погиб (22.08.1943) |
| Левашев, Алексей Фёдорович             | 1900—1942                                        | генерал-майор                              | командир 4-го воздушно-десантного корпуса                                                                                   | погиб (23.02.1942) |
| Левин, Александр Алексеевич            | 1900—1942                                        | генерал-майор авиации                      | заместитель командующего ВВС Ленинградского военного округа                                                                 | расстрелян (23.02.1942) реабилитирован посмертно                                                                                |
| Левицкий, Николай Арсеньевич           | 1887—1942                                        | генерал-майор                              | начальник кафедры военной истории Высшей спецшколы Генерального штаба                                                       | умер (21.04.1942) |
| Лиепиньш, Янис Петрович                | 1894—1942                                        | генерал-майор                              | командир 181-й стрелковой дивизии                                                                                           | расстрелян (20.01.1942) реабилитирован посмертно                                                                                |
| Лизюков, Александр Ильич               | 1900—1942                                        | генерал-майор                              | командир 5-й танковой армии                                                                                                 | погиб (23.07.1942) |
| Липлавский, Яков Иванович              | 17 ноября 1897 — 23 декабря 1944                 | генерал-майор технических войск            | командир 1-й отдельной Запасной бригады химической защиты                                                                   | погиб (23.12.1944) |
| Луппов, Владимир Васильевич            | 1897—1944                                        | генерал-майор танковых войск               | командир 71-й механизированной бригады                                                                                      | погиб (05.01.1944) |
| Магон, Эрман Яковлевич                 | 1899—1941                                        | генерал-майор                              | командир 45-го стрелкового корпуса                                                                                          | погиб (14.08.1941) |
| Мазур, Викентий Никитович              | 1893—1943                                        | генерал-майор артиллерии                   | командир 4-го артиллерийского корпуса                                                                                       | погиб (19.05.1943) |
| Макаров, Пётр Григорьевич              | 1898—1943                                        | генерал-майор                              | заместитель командира 11-го механизированного корпуса                                                                       | убит в плену (?.09.1943) |
| Максимов, Владимир Константинович      | 1899—1945                                        | генерал-майор танковых войск               | заместитель командира 7-го гвардейского механизированного корпуса                                                           | захвачен в плен (24.04.1945), умер от ран или убит в плену                                                                      |
| Малошицкий, Исаак Яковлевич            | 1901—1943                                        | генерал-майор                              | заместитель начальника штаба 49-й армии                                                                                     | погиб (16.03.1943) |
| Маляров, Фёдор Гаврилович              | 1894—1942                                        | генерал-майор артиллерии                   | командующий артиллерией 57-й армии                                                                                          | погиб (25.05.1942) |
| Мандрыка, Пётр Васильевич              | 1884—1943                                        | генерал-майор медицинской службы           | начальник Центрального военного госпиталя Наркомата обороны                                                                 | умер (08.04.1943) |
| Марцинкевич, Владимир Николаевич       | 1896—1944                                        | генерал-майор                              | командир 134-й стрелковой дивизии                                                                                           | умер от ран (30.07.1944) |
| Маслов, Иван Петрович                  | 1898—1944                                        | генерал-майор авиации                      | заместитель командующего 9-й Воздушной армии                                                                                | авиакатастрофа (11.04.1944) |
| Матыкин, Филипп Николаевич             | 1899—1942                                        | генерал-майор                              | командир 47-й горнострелковой дивизии                                                                                       | погиб (25.05.1942) |
| Меньшиков, Михаил Иванович             | 1898—1943                                        | генерал-майор                              | командир 309-й стрелковой дивизии                                                                                           | пропал без вести (14.03.1943)                                                                                                   |
| Микушев, Георгий Николаевич            | 1898—1941                                        | генерал-майор                              | командир 41-й стрелковой дивизии                                                                                            | погиб (09.09.1941) |
| Мирошниченко, Павел Петрович           | 1903—1942                                        | генерал-майор                              | начальник штаба 39-й армии                                                                                                  | погиб (20.07.1942) |
| Митрофанов, Александр Степанович       | 1892—1941                                        | генерал-майор                              | командующий артиллерией 6-го мехкорпуса                                                                                     | умер от ран (30.06.1941) |
| Михайлин, Иван Прокофьевич             | 1892—1941                                        | генерал-майор                              | помощник командующего Западного фронт                                                                                       | погиб (23.06.1941) |
| Михайлов, Николай Иванович             | 1893—1943                                        | генерал-майор авиации                      | начальник авиационного отдела штаба 21-й армии                                                                              | погиб (13.08.1943) |
| Мишанин, Тимофей Андреевич             | 1890—1941                                        | генерал-майор танковых войск               | командир 12-й танковой дивизии                                                                                              | погиб (28.06.1941) |
| Мищенко, Сила Моисеевич                | 1897—1941                                        | генерал-майор                              | начальник курса усовершенствования комсостава Академии                                                                      | расстрелян (16.10.1941), посмертно реабилитирован                                                                               |
| Молодцов, Николай Алексеевич           | 1888—1945                                        | генерал-майор медицинской службы           | начальник Центральной военно-врачебной комиссии                                                                             | умер (16.01.1945) |
| Монахов, Дмитрий Петрович              | 1900—1944                                        | генерал-майор                              | командир 28-го гвардейского стрелкового корпуса                                                                             | умер от ран (18.02.1944) |
| Мороз, Василий Константинович          | 1900—1942                                        | генерал-майор                              | командир 236-й моторизованной дивизии                                                                                       | расстрелян (22.02.1942) |
| Мухин, Герасим Васильевич              | 1900—1943                                        | генерал-майор                              | командир 34-го гвардейского стрелкового корпуса                                                                             | умер от ран (26.05.1943) |
| Найдёнов, Василий Иванович             | 1893—1942                                        | генерал-майор                              | командир 38-й стрелковой дивизии                                                                                            | умер (09.01.1942) |
| Найдышев, Павел Николаевич             | 1900—1945                                        | генерал-майор                              | командир 113-й стрелковой дивизии                                                                                           | погиб (29.03.1945) |
| Неборак, Александр Андреевич           | 1895—1942                                        | комбриг                                    | командир 253-й стрелковой дивизии                                                                                           | застрелился (5.05.1942) |
| Немудров, Гавриил Маркелович           | 1896—1945                                        | генерал-майор                              | начальник курсов усовершенствования военно-юридического состава при военно-юридической академии РККА                        | умер (06.01.1945) |
| Неретин, Василий Иванович              | 1900—1941                                        | генерал-майор                              | командир 266-й стрелковой дивизии                                                                                           | погиб (30.08.1941) |
| Никитин, Иван Семёнович                | 1897—1942                                        | генерал-майор                              | командир 6-го кавалерийского корпуса                                                                                        | погиб в плену (?.04.1942) |
| Николаев, Алексей Павлович             | 1898—1944                                        | генерал-майор танковых войск               | заместитель командир 29-го танкового корпуса                                                                                | умер (28.09.1944) |
| Никулин, Николай Александрович         | 1891—1945                                        | генерал-майор интендантской службы         | начальник тыла 2-го Белорусского фронта                                                                                     | умер от ран (07.01.1945) |
| Ничипорович, Владимир Иванович         | 1900—1945                                        | генерал-майор                              | заместитель командир 4-го гвардейского кавалерийского корпуса                                                               | умер в заключении (?.01.1945) реабилитирован посмертно                                                                          |
| Новик, Константин Игнатьевич           | 1889—1942                                        | генерал-майор                              | заместитель командующего 48-й армии                                                                                         | погиб при артобстреле (27.08.1942)                                                                                              |
| Новиков, Пётр Георгиевич               | 1907—1944                                        | генерал-майор                              | командир 109-й стрелковой дивизии                                                                                           | убит в плену (?.11.1944) |
| Новиков, Тимофей Яковлевич             | 1900—1944                                        | генерал-майор                              | командир 181-й стрелковой дивизии                                                                                           | умер в плену (?.12.1944) |
| Новодранов, Николай Иванович           | 1906—1942                                        | генерал-майор авиации                      | командир 3-й авиационной дивизии дальнего действия                                                                          | авиакатастрофа (30.08.1942) |
| Ноздрунов, Михаил Кузьмич              | 1898—1945                                        | генерал-майор                              | заместитель начальника Военной академии бронетанковых и механизированных войск                                              | умер от ран (19.04.1945) |
| Оборин, Степан Ильич                   | 1892—1941                                        | генерал-майор                              | командир 14-го механизированного корпуса                                                                                    | расстрелян (16.10.1941) реабилитирован посмертно                                                                                |
| Обухов, Василий Васильевич             | 1893—1942                                        | генерал-майор танковых войск               | преподаватель Военной академии механизации и моторизации                                                                    | умер (21.03.1942) |
| Овчинников, Анатолий Иванович          | 1901—1944                                        | генерал-майор                              | заместитель начальника внутренних войск НКВД Украинского округа                                                             | застрелился (11.05.1944) |
| Оганесян, Николай Александрович        | 1899—1945                                        | генерал-майор артиллерии                   | командующий артиллерией 3-й гвардейской Танковой армии                                                                      | погиб (21.01.1945) |
| Огурцов, Сергей Яковлевич              | 1898—1942                                        | генерал-майор                              | командир 10-й танковой дивизии                                                                                              | погиб в бою (28.10.1942) |
| Окунев, Пётр Андреевич                 | 1895—1943                                        | генерал-майор артиллерии                   | командующий артиллерией 4-й армии                                                                                           | умер (07.05.1943) |
| Онуфриев, Александр Алексеевич         | 1904—1943                                        | генерал-майор                              | командир 38-й гвардейской стрелковой дивизии                                                                                | погиб (25.02.1943) |
| Остряков, Николай Алексеевич           | 1911—1942                                        | генерал-майор авиации                      | командующий ВВС Черноморского флота                                                                                         | авианалет (24.04.1942) |
| Офросимов, Пётр Николаевич             | 1892—1942                                        | генерал-майор артиллерии                   | командующий артиллерией 33-й армии                                                                                          | авианалет (?.05.1942) |
| Павлов, Василий Федотович              | 1895—1941                                        | генерал-майор                              | командир 23-й стрелковой дивизии                                                                                            | погиб (25.06.1941) |
| Падосек, Павел Михайлович              | 1893—1941                                        | генерал-майор инженерных войск             | руководитель оборонительного строительства на Можайском направлении                                                         | погиб (24.11.1941) |
| Панихин, Даниил Игнатьевич             | 1901—1944                                        | генерал-майор артиллерии                   | начальник артиллерийского стрелково-тактического комитета                                                                   | умер (02.06.1944) |
| Панков, Александр Никифорович          | 1896—1943                                        | генерал-майор артиллерии                   | начальник артиллерии 13-й армии                                                                                             | погиб (14.09.1943) |
| Панкратов, Иосиф Николаевич            | 1897—1945                                        | генерал-майор                              | командир 287-й стрелковой дивизии                                                                                           | погиб (25.04.1945) |
| Панфилов, Иван Васильевич              | 1893—1941                                        | генерал-майор                              | командир 8-й гвардейской стрелковой дивизии                                                                                 | погиб (18.11.1941) |
| Парафило, Терентий Михайлович          | 1901—1943                                        | генерал-майор береговой службы             | командир 7-й гвардейской воздушно-десантной дивизии                                                                         | умер от болезни (24.06.1943) |
| Пастушихин, Николай Васильевич         | 1900—1945                                        | генерал-майор                              | начальник штаба Архангельского военного округа                                                                              | умер (01.01.1945) |
| Паука, Иван Христианович               | 1883—1943                                        | генерал-майор                              | профессор Военной Академии Генерального Штаба                                                                               | умер в заключении (?.05.1943) реабилитирован посмертно                                                                          |
| Пепеляев, Михаил Федосеевич            | 1897—1943                                        | генерал-майор                              | командир 71-й стрелковой дивизии                                                                                            | умер (03.03.1943) |
| Перков, Степан Павлович                | 1901—1944                                        | генерал-майор                              | командир 132-го стрелкового корпуса                                                                                         | погиб (27.09.1944) |
| Песочин, Михаил Александрович          | 1897—1945                                        | генерал-майор                              | командир 225-й стрелковой дивизии                                                                                           | умер от ран (03.05.1945) |
| Петров, Константин Иванович            | 1893—1942                                        | генерал-майор                              | командир 6-й гвардейской стрелковой дивизии                                                                                 | умер от ран (13.02.1942) |
| Петров, Макарий Иванович               | 1897—1942                                        | генерал-майор                              | Преподаватель Артиллерийской академии имени Ф. Э. Дзержинского                                                              | расстрелян (23.02.1942) реабилитирован посмертно                                                                                |
| Петров, Михаил Осипович                | 1898—1943                                        | генерал-майор артиллерии                   | командующий артиллерией 3-й ударной армии                                                                                   | погиб (22.10.1943) |
| Петров, Михаил Петрович                | 1898—1941                                        | генерал-майор                              | командующий 50-й армии | погиб (10.10.1941) |
| Пилипенко, Антон Петрович              | 1903—1944                                        | генерал-майор                              | начальник штаба 38-й армии                                                                                                  | авиакатастрофа (25.03.1944) |
| Писаревский, Дмитрий Семёнович         | 1898—1941                                        | генерал-майор                              | начальник штаба 5-й армии                                                                                                   | погиб (20.09.1941) |
| Пичугин, Иван Павлович                 | 1901—1944                                        | генерал-майор                              | командир 9-й гвардейской воздушно-десантной дивизии                                                                         | погиб в бою (06.08.1944) |
| Побле, Дмитрий Иосифович               | 1895—1944                                        | генерал-майор танковых войск               | заместитель командующего бронетанковыми и механизированными войсками Брянского фронта                                       | умер (28.10.1944) |
| Погодин, Дмитрий Дмитриевич            | 1907—1943                                        | генерал-майор танковых войск               | заместитель командира 1-го механизированного корпуса                                                                        | погиб в бою (13.09.1943) |
| Погребов, Борис Андреевич              | 1898—1942                                        | генерал-майор                              | командир 7-го кавалерийского корпуса                                                                                        | погиб в бою (29.07.1942) |
| Подшивалов, Владимир Иванович          | 1895—1944                                        | генерал-майор танковых войск               | старший преподаватель кафедры тактики Военной академии имени М. В. Фрунзе                                                   | умер (20.12.1944) |
| Познеев, Иван Георгиевич               | 1882—1943                                        | генерал-майор                              | начальник факультета Военно-инженерной академии                                                                             | умер (16.08.1942) |
| Полбин, Иван Семёнович                 | 1905—1945                                        | генерал-майор авиации                      | командир 6-го гвардейского бомбардировочного авиационного корпуса                                                           | погиб (11.02.1945) |
| Полозков, Василий Иудович              | 1898—1944                                        | генерал-майор танковых войск               | командир 18-го танкового корпуса                                                                                            | умер от ран (27.08.1944) |
| Помощников, Александр Иванович         | 1895—1944                                        | генерал-майор                              | заместитель начальника штаба 1-го Прибалтийского фронта                                                                     | погиб (30.10.1944) |
| Поспелов, Михаил Иванович              | 1898—1944                                        | генерал-майор артиллерии                   | командир 7-й артбригады | погиб (12.04.1944) |
| Потапов, Павел Андреевич               | 1892—1944                                        | генерал-майор                              | командир 189-й стрелковой дивизии                                                                                           | погиб (24.08.1944) |
| Потехин, Савва Калистратович           | 1891—1944                                        | генерал-майор танковых войск               | заместитель командира 4-го гвардейского механизированного корпуса                                                           | погиб (22.08.1944) |
| Пресняков, Иван Андреевич              | 1893—1943                                        | генерал-майор                              | командир 5-й Московской стрелковой дивизии народного ополчения                                                              | погиб в плену (05.01.1943) |
| Прищепа, Николай Андреевич             | 1900—1941                                        | генерал-майор                              | командир 61-й стрелковой дивизии                                                                                            | умер от ран (14.08.1941) |
| Прохоров, Василий Иванович             | 1900—1943                                        | генерал-майор                              | командир 80-й стрелковой дивизии                                                                                            | умер в плену (?.10.1943) |
| Прошкин, Николай Игнатьевич            | 1898—1942                                        | генерал-майор                              | командир 58-й горнострелковой дивизии                                                                                       | погиб в плену (?.01.1942) |
| Пуганов, Виктор Павлович               | 1901—1941                                        | генерал-майор танковых войск               | командир 22-й танковой дивизии                                                                                              | погиб (24.06.1941) |
| Пузырев, Михаил Иванович               | 1890—1941                                        | генерал-майор                              | комендант 62-го УР | умер (18.11.1941) |
| Путейко, Михаил Константинович         | 1913—1945                                        | генерал-майор                              | командиром 254-й стрелковой дивизии                                                                                         | умер от ран (21.04.1945) |
| Рагуля, Иван Леонтьевич                | 1895—1944                                        | генерал-майор                              | командира 80-го стрелкового корпуса                                                                                         | погиб (22.07.1944) |
| Ракутин, Константин Иванович           | 1902—1941                                        | генерал-майор                              | командующий 24-й армии | погиб (07.10.1941) |
| Рахимов, Сабир Умарович                | 1902—1945                                        | генерал-майор                              | командир 37-й гвардейской стрелковой дивизии                                                                                | умер от ран (26.03.1945) |
| Розанов, Анатолий Николаевич           | 1894—1943                                        | генерал-майор                              | заместитель начальника штаба 11-й армии                                                                                     | умер от ран (21.09.1943) |
| Романов, Игнатий Дмитриевич            | 1898—1943                                        | генерал-майор артиллерии                   | командующий артиллерией 11-го стрелкового корпуса                                                                           | умер от ран (17.10.1943) |
| Романов, Михаил Тимофеевич             | 1891—1941                                        | генерал-майор                              | командир 172-й стрелковой дивизии                                                                                           | умер в плену (03.12.1941) |
| Рубцов, Фёдор Дмитриевич               | 1896—1941                                        | генерал-майор                              | командир 66-й стрелкового корпуса                                                                                           | расстрелян в плену (19.09.1941)                                                                                                 |
| Руднев, Семён Васильевич               | 1899—1943                                        | генерал-майор                              | комиссар партизанского соединения                                                                                           | погиб в бою (04.08.1943) |
| Рудченко, Григорий Сергеевич           | 1900—1943                                        | генерал-майор танковых войск               | командир 9-го танкового корпуса                                                                                             | погиб (01.09.1943) |
| Русаков, Виктор Антонович              | 1906—1942                                        | генерал-майор авиации                      | заместитель командующего ВВС Балтийского флота                                                                              | погиб (30.06.1942) |
| Савченко, Георгий Косьмич              | 1901—1941                                        | генерал-майор артиллерии                   | заместитель начальника ГАУ РККА                                                                                             | расстрелян без суда (28.10.1941) реабилитирован посмертно                                                                       |
| Саксеев, Пётр Иванович                 | 1897—1944                                        | генерал-майор                              | командир 24-й гвардейской стрелковой дивизии                                                                                | погиб (14.01.1944) |
| Сальников, Иван Петрович               | 1893—1944                                        | генерал-майор                              | начальник факультета Военно-транспортной академии                                                                           | умер (31.07.1944) |
| Самкин, Николай Яковлевич              | 1901—1942                                        | генерал-майор артиллерии                   | начальник штаба артиллерии Крымского фронта                                                                                 | погиб (15.05.1942) |
| Сафонов, Дмитрий Потапович             | 1895—1941                                        | генерал-майор                              | командир 143-й стрелковой дивизии                                                                                           | погиб (26.06.1941) |
| Сафронов, Афанасий Иванович            | 1903—1944                                        | генерал-майор                              | командир 48-й стрелковой дивизии                                                                                            | умер (18.03.1944) |
| Севастьянов, Пётр Андреевич            | 1887—1942                                        | генерал-майор танковых войск               | начальником кафедры тактики Военной академии механизации и моторизации                                                      | умер от болезни (06.05.1942) |
| Селивёрстов, Василий Алексеевич        | 1895—1943                                        | генерал-майор                              | начальник управления военно-учебных заведений РККА                                                                          | умер от болезни (13.02.1943) |
| Селивёрстов, Николай Иванович          | 1898—1943                                        | генерал-майор                              | командир 33-й гвардейской стрелковой дивизии                                                                                | умер от ран (30.07.1943) |
| Семёнов, Иван Николаевич               | 1896—1944                                        | генерал-майор авиации                      | начальник штаба 6-го смешанного авиационного корпуса                                                                        | застрелился (09.04.1944) |
| Серашев, Емельян Парфенович            | 1894—1943                                        | генерал-майор                              | заместитель командира 6-го гвардейского кавалерийского корпуса                                                              | погиб (?.03.1943) |
| Сербин, Владимир Михайлович            | 1896—1944                                        | генерал-майор                              | начальник тыла 70-й армии                                                                                                   | умер (21.05.1944) |
| Сибирцев, Виталий Дмитриевич           | 1903—1943                                        | генерал-майор артиллерии                   | начальник оперативной группы ГМЧ 1-го Прибалтийского фронта                                                                 | погиб (16.12.1943) |
| Сиваков, Иван Прокофьевич              | 1901—1944                                        | генерал-майор                              | командир 71-й гвардейской стрелковой дивизии                                                                                | погиб в бою (20.07.1944) |
| Силкин, Тихон Константинович           | 1893—1941                                        | генерал-майор                              | командир 170-й стрелковой дивизии                                                                                           | пропал без вести (?.10.1941) |
| Скляров, Сергей Фёдорович              | 1897—1943                                        | генерал-майор                              | командир 218-й стрелковой дивизии                                                                                           | погиб в бою (12.11.1943) |
| Скородумов, Михаил Иванович            | 1882—1943                                        | генерал-майор артиллерии                   | начальник вечернего отделения Военной артиллерийской академии имени Ф. Э. Дзержинского                                      | умер (14.12.1943) |
| Скрипников, Даниил Прокофьевич         | 1890-1941                                        | комбриг                                    | командир 8-й дивизии народного ополчения                                                                                    | погиб в бою (6.10.1941) |
| Скрыганов, Викентий Васильевич         | 1903—1945                                        | генерал-майор                              | командир 14-й гвардейской стрелковой дивизии                                                                                | умер от ран (27.01.1945) |
| Смирнов, Андрей Николаевич             | 1899—1941                                        | генерал-майор                              | начальник штаба 27-го стрелкового корпуса                                                                                   | погиб (?.09.1941) |
| Смирнов, Василий Степанович            | 1897—1942                                        | генерал-майор                              | командир 81-й стрелковой дивизии                                                                                            | умер от ран (18.02.1942) |
| Соколов, Георгий Ильич                 | 1898—1943                                        | генерал-майор                              | начальник штаба 6-й армии                                                                                                   | умер в заключении (11.07.1943), реабилитирован посмертно                                                                        |
| Соколов, Николай Александрович         | 1896—1942                                        | генерал-майор                              | командир 375-й стрелковой дивизии                                                                                           | умер от заражения крови (04.10.1942)                                                                                            |
| Солянкин, Егор Николаевич              | 1901—1941                                        | генерал-майор танковых войск               | командир 2-й танковой дивизии                                                                                               | погиб (26.06.1941) |
| Сотенский, Владимир Николаевич         | 1899—1945                                        | генерал-майор артиллерии                   | командующий артиллерией 5-й армии                                                                                           | погиб в плену (22.04.1945) |
| Старостин, Николай Михайлович          | 1901—1941                                        | генерал-майор артиллерии                   | командующий артиллерией 11-го мехкорпуса                                                                                    | расстрелян в плену (?.11.1941)                                                                                                  |
| Стельмах, Григорий Давыдович           | 1900—1942                                        | генерал-майор                              | начальник штаба Юго-Западного фронта                                                                                        | погиб (21.12.1942) |
| Степаненко, Пётр Григорьевич           | 1908—1945                                        | генерал-майор артиллерии                   | командир 8-й пушечно-артиллерийской дивизии                                                                                 | погиб (24.01.1945) |
| Степанов, Александр Михайлович         | 1893—1941                                        | генерал-майор                              | командир 27-й стрелковой дивизии                                                                                            | погиб (11.08.1941) |
| Степанов, Константин Степанович        | 1898—1944                                        | генерал-майор артиллерии                   | начальник Пензенского артиллерийского училища                                                                               | умер (16.06.1944) |
| Судаков, Фёдор Павлович                | 1897—1941                                        | генерал-майор                              | начальник управления тыла 3-й армии Брянского фронта                                                                        | погиб (02.10.1941) |
| Суржиков, Михаил Иосифович             | 1902—1943                                        | генерал-майор                              | командир 8-й гвардейской кавалерийской дивизии                                                                              | погиб (19.08.1943) |
| Сущий, Филипп Григорьевич              | 1895—1941                                        | генерал-майор                              | командир 124-й стрелковой дивизии                                                                                           | умер от ран (?.07.1941) |
| Сытник, Владимир Владимирович          | 1908—1943                                        | генерал-майор танковых войск               | командир 24-й танковой бригады                                                                                              | погиб (18.07.1943) |
| Тараненко, Прокофий Михайлович         | 1904—1944                                        | генерал-майор авиации                      | заместитель по тылу командующего 5-й воздушной армии                                                                        | погиб (31.08.1944) |
| Тарасов, Герман Фёдорович              | 1906—1944                                        | генерал-майор                              | заместитель командующего 53-й армии                                                                                         | погиб (19.10.1944) |
| Таюрский, Андрей Иванович              | 1900—1942                                        | генерал-майор авиации                      | заместитель командующего ВВС Западного фронта                                                                               | расстрелян (23.02.1942) реабилитирован посмертно                                                                                |
| Титов, Алексей Семёнович               | 1895—1941                                        | генерал-майор артиллерии                   | командующий артиллерией 18-й армии                                                                                          | погиб (08.10.1941) |
| Титов, Николай Иванович                | 1888—1944                                        | генерал-майор ветеринарной службы          | начальник Ветеринарного управления Красной Армии                                                                            | умер от болезни (12.09.1944) |
| Тихомиров, Владимир Васильевич         | 1897—1944                                        | генерал-майор                              | 93-й гвардейской стрелковой дивизии                                                                                         | умер (30.01.1944) |
| Ткаченко, Семён Акимович               | 1898—1945                                        | генерал-майор                              | командир 44-й горнострелковой дивизии                                                                                       | погиб в плену (03.02.1945) |
| Токарев, Николай Александрович         | 1907—1944                                        | генерал-майор авиации                      | командир 2-й гвардейской минно-торпедной авиационной дивизии                                                                | погиб (31.01.1944) |
| Трофимов, Александр Ефремович          | 1889—1944                                        | генерал-майор                              | заместитель начальника отдела укомплектования Управления командующего кавалерией                                            | умер (02.08.1944) |
| Трутко, Иван Иванович                  | 1888—1941                                        | генерал-майор                              | заместитель командующего 26-й армии по тылу                                                                                 | погиб (?.09.1941) |
| Тупиков, Василий Иванович              | 1901—1941                                        | генерал-майор                              | начальник штаба Юго-Западного фронта                                                                                        | погиб (20.09.1941) |
| Турунов, Иван Евдокимович              | 1898—1941                                        | генерал-майор                              | командир 169-й стрелковой дивизии                                                                                           | умер от ран (04.08.1941) |
| Тхор, Григорий Илларионович            | 1903—1943                                        | генерал-майор авиации                      | заместитель командир 62-й авиадивизии                                                                                       | расстрелян в плену (?.01.1943)                                                                                                  |
| Усенко, Матвей Алексеевич              | 1898—1943                                        | генерал-майор                              | командир 97-й гвардейской стрелковой дивизии                                                                                | погиб (12.05.1943) |
| Фёдоров, Георгий Иванович              | 1896—1941                                        | генерал-майор артиллерии                   | командующий артиллерией 6-й армии                                                                                           | погиб (05.08.1941) |
| Фёдоров, Пётр Иванович                 | 1898—1945                                        | генерал-майор инженерно-авиационной службы | заместитель начальника НИИ ВВС                                                                                              | авиакатастрофа (07.02.1945) |
| Фёдоровский, Константин Степанович     | 1905—1944                                        | генерал-майор                              | командир 303-й стрелковой дивизии                                                                                           | умер от ран (28.12.1944) |
| Федюнин, Андрей Егорович               | 1899—1941                                        | генерал-майор                              | командир 70-й стрелковой дивизии                                                                                            | умер от ран (21.08.1941) |
| Фиксель, Константин Владимирович       | 1902—1943                                        | генерал-майор                              | командир 14-й гвардейской кавалерийской дивизии                                                                             | погиб (28.10.1943) |
| Филин, Александр Иванович              | 1903—1942                                        | генерал-майор авиации                      | начальник НИИ ВВС | расстрелян (23.02.1942) реабилитирован посмертно                                                                                |
| Финогенов, Михаил Иванович             | 1888—1943                                        | генерал-майор интендантской службы         | интендант Калининского фронта                                                                                               | умер от болезни (19.09.1943) |
| Фогель, Ян Янович                      | 1898—1944                                        | генерал-майор                              | командир 120-й гвардейской стрелковой дивизии                                                                               | умер от ран (09.07.1944) |
| Хацкилевич, Михаил Георгиевич          | 1895—1941                                        | генерал-майор                              | командир 6-го механизированного корпуса                                                                                     | погиб в бою (25.06.1941) |
| Храбров, Николай Сергеевич             | 1895—1943                                        | генерал-майор артиллерии                   | командующий артиллерией 47-й армии                                                                                          | умер (16.11.1943) |
| Цаликов, Кантемир Александрович        | 1908—1944                                        | генерал-майор                              | командир 13-го гвардейского стрелкового корпуса                                                                             | погиб (21.07.1944) |
| Черниенко, Дмитрий Хрисанфович         | 1901—1943                                        | генерал-майор танковых войск               | командир 31-го танкового корпуса                                                                                            | погиб в бою (18.08.1943) |
| Чернов, Виктор Георгиевич              | 1899—1945                                        | генерал-майор                              | командир 60-й стрелковой дивизии                                                                                            | погиб (17.03.1945) |
| Черных, Сергей Александрович           | 1912—1941                                        | генерал-майор авиации                      | командир 9-й смешанной авиационной дивизии                                                                                  | расстрелян (16.10.1941) реабилитирован посмертно                                                                                |
| Черняев, Платон Васильевич             | 1897—1942                                        | генерал-майор                              | начальник оперативной группы УР Ростовского направления                                                                     | погиб (23.07.1942) |
| Честохвалов, Сергей Михайлович         | 1891—1941                                        | генерал-майор                              | командир 25-го стрелкового корпуса                                                                                          | погиб (16.07.1941) |
| Четвериков, Николай Алексеевич         | 1899—1942                                        | генерал-майор танковых войск               | начальник АБТВ Московского ВО                                                                                               | умер (07.01.1942) |
| Чиннов, Иван Иванович                  | 1911—1944                                        | генерал-майор                              | командир 360-й стрелковой дивизии                                                                                           | погиб от пули немецкого снайпера, в районе города Скайсткалне в Латвии (06.09.1944)                                             |
| Чистяков, Владимир Иванович            | 1891—1941                                        | генерал-майор                              | командир 24-го механизированного корпуса                                                                                    | умер (18.08.1941) |
| Чудин, Владислав Дмитриевич            | 1893—1943                                        | генерал-майор артиллерии                   | командующий артиллерией 22-й армии                                                                                          | умер от ран (22.05.1943) |
| Шабалин, Родион Никанорович            | 1895—1942                                        | генерал-майор танковых войск               | заместитель командира 31-й армии по танковым войскам                                                                        | умер от ран (11.10.1942) |
| Шаймуратов, Минигали Мингазович        | 1899—1943                                        | генерал-майор                              | командир 16-й гвардейской кавалерийской дивизии                                                                             | погиб (23.02.1943) |
| Шарагин, Алексей Павлович              | 1897—1943                                        | генерал-майор                              | командира 3-го гвардейского мехкорпуса                                                                                      | умер от ран (22.12.1943) |
| Шахт, Эрнст Генрихович                 | 1904—1942                                        | генерал-майор авиации                      | заместитель командующего ВВС Орловского военного округа по высшим учебным заведениям                                        | расстрелян (23.02.1942) посмертно реабилитирован                                                                                |
| Швыгин, Илья Иванович                  | 1888—1944                                        | генерал-майор                              | командир 320-й стрелковой дивизии                                                                                           | погиб (13.05.1944) |
| Шевчук, Иван Павлович                  | 1892—1942                                        | генерал-майор                              | заместитель командир 241-й стрелковой дивизии                                                                               | погиб (30.10.1942) |
| Шепетов, Иван Михайлович               | 1902—1943                                        | генерал-майор                              | командир 14-й гвардейской стрелковой дивизии                                                                                | расстрелян в плену (21.05.1943)                                                                                                 |
| Шерстнёв, Григорий Иванович            | 1898—1944                                        | генерал-майор                              | командир 79-го стрелкового корпуса                                                                                          | погиб (23.10.1944) |
| Шестопалов, Николай Михайлович         | 1896—1941                                        | генерал-майор                              | командир 12-го механизированного корпуса                                                                                    | умер от ран в плену (06.08.1941)                                                                                                |
| Шилов, Фёдор Николаевич                | 1903—1941                                        | генерал-майор                              | заместитель командира 218-й стрелковой дивизии                                                                              | умер от ран (04.09.1941) |
| Шимкович, Андрей Леонтьевич            | 1900—1944                                        | генерал-майор танковых войск               | начальник управления военно-учебных заведений ГУФ и БП бронетанковых и механизированных войск                               | умер (08.08.1944) |
| Шишенин, Гавриил Данилович             | 1897—1941                                        | генерал-майор                              | начальник штаба 51-й отдельной армии                                                                                        | авиакатастрофа (24.11.1941) |
| Шмыров, Максим Сергеевич               | 1901—1941                                        | генерал-майор                              | старший преподаватель Военной академии имени М. В. Фрунзе                                                                   | умер (08.10.1941) |
| Шнейдер, Борис Иванович                | 1908—1945                                        | генерал-майор танковых войск               | командующий бронетанковыми и механизированными войсками 9-й гвардейской армии                                               | умер (08.02.1945) |
| Штыков, Серафим Григорьевич            | 1905—1943                                        | генерал-майор                              | командир 202-й стрелковой дивизии                                                                                           | погиб (09.01.1943) |
| Шульц, Георгий Антонович               | 1884—1944                                        | генерал-майор инженерных войск             | в отставке | умер от болезни (06.02.1944) |
| Шуров, Пётр Евдокимович                | 1897—1942                                        | генерал-майор танковых войск               | командир 13-го танкового корпуса                                                                                            | умер от ран (02.07.1942) |
| Щербаков, Николай Тимофеевич           | 1897—1944                                        | генерал-майор                              | командир 45-й учебной стрелковой дивизии                                                                                    | умер (08.07.1944) |
| Юдичев, Дмитрий Куприянович            | 1896—1945                                        | генерал-майор артиллерии                   | командующий артиллерией 45-го стрелкового корпуса                                                                           | погиб (28.01.1945) |
| Юсупов, Павел Павлович                 | 1894—1942                                        | генерал-майор авиации                      | заместитель начальника штаба ВВС РККА                                                                                       | расстрелян (23.02.1942) реабилитирован посмертно                                                                                |
| Якимович, Антон Иванович               | 1883—1944                                        | генерал-майор                              | командир 343-й стрелковой дивизии                                                                                           | погиб (25.08.1944) |
| Яковлев, Павел Яковлевич               | 1900—1944                                        | генерал-майор артиллерии                   | заместитель командира Киевского корпусного района ПВО                                                                       | умер (01.05.1944) |
| Якунин, Николай Петрович               | 1902—1944                                        | генерал-майор                              | командир 124-го стрелкового корпуса                                                                                         | погиб в бою (30.09.1944) |
| Ярышкин, Александр Михайлович          | 1896—1944                                        | генерал-майор войск связи                  | начальник связи 43-й армии                                                                                                  | умер (?.06.1944) |